# Eufemos
Eufemos (gr. Εὔφημος Eúphēmos, łac. Euphemus) – w mitologii greckiej jeden z Argonautów.
Uchodził za syna Posejdona i szwagra Heraklesa. Dzięki swemu darowi proroczemu pomógł Argonautom przepłynąć Symplegady wypuściwszy na próbę gołębia. Nad jeziorem Tritonis w Libii odnalazł drogę do Morza Śródziemnego dzięki pomocy boga Trytona, który obdarzył go magiczną grudką ziemi – zapowiedzią panowania potomków Eufemosa w Libii.